# Knut (gruppo musicale)
I Knut sono un gruppo musicale svizzero formato nel 1994 a Ginevra.

## Storia
La loro carriera musicale è cominciata con la pubblicazione di materiale attraverso la Snuff Records, di cui Didier Severin e Roderic Mounir ne erano i titolari principali. 
Con la chiusura dell'etichetta, la band si è segnata alla Hydra Head Records, dove hanno pubblicato tutti i loro lavori fino all'ultimo. 
Nel 2010 hanno deciso di intraprendere una pausa a tempo indeterminato per la loro carriera.
Il loro particolare stile musicale è uno sludge metal estremamente tecnico e strumentalmente elaborato, con un largo inserimento di elementi provenienti da altri generi quali hardcore e noise.

## Formazione
Attuale
- Didier Severin – voce
- Christian Valleise – chitarra
- Jerome Doudet – basso
- Roderic Mounir – chitarra, batteria
- Tim Robert-Charrue – chitarra

Ex componenti
- Philippe Heiss – chitarra
- Thierry "TVO" Van Osselt – chitarra
- Jeremy "Taverne" Tavernier – basso

## Discografia
- 1998 – Bastardiser
- 2002 – Challenger
- 2005 – Terraformer
- 2010 – Wonder